# Гроте, Герт

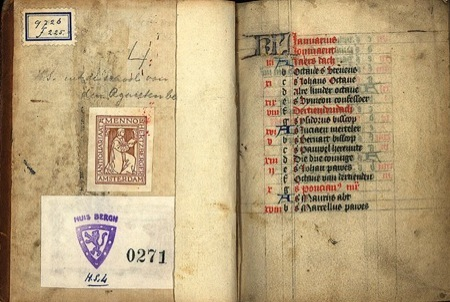
Молитвенник с текстом Г.Гроте

Герт Гроте (нидерл. Geert Groote, иначе Герхард Грут, нидерл. Gerhard Groet или Герардус Магнус, лат. Gerardus Magnus; 1340, Девентер — 20 августа 1384, Девентер) — нидерландский богослов и проповедник.

## Биография
Г. Гроте обучался в родном Девентере, а затем в Парижском университете у Жана Буридана, Николя Орезма. Наибольшее внимание уделял сочинениям Святого Августина и Бернара Клервоского.
Г. Гроте вёл в молодости достаточно беспорядочный образ жизни, изменившийся после тяжёлой болезни и духовных наставлений, полученных от своего бывшего сокурсника Генриха Эгера из Калькара и Яна ван Рёйсбрука. В 1374 году Гроте становится монахом-схимником, живущим в монастырской одиночной келье.
Через несколько лет Г. Гроте выходит из арнемского монастыря с намерением проповедовать против алчных и вступавших в брак духовных лиц, надеясь таким образом вернуть их к праведной жизни. К Гроте примкнуло множество сторонников и последователей, образовавших группу Devotio moderna (лат. Новое благочестие). Из этой группы родилось Братство общей жизни. Одним из самых значительных шагов этого весьма широко распространившегося братства было Следование Христу.
Мировоззрение Г. Гроте, особенно в вопросах брака, вызвало недовольство духовных лиц вплоть до епископа, запретившего Гроте проповедовать. Однако и позже его взгляды распространялись в виде бесед, памфлетов и небольших книжиц.
Г. Гроте также перевёл на нижненемецкий диалект богослужебную книгу Миссал.
В лютеранской церкви его день отмечается 21 августа.